# The Responsive Eye
The Responsive Eye fu un'esposizione artistica che si tenne tra il 23 febbraio ed il 25 aprile 1965 al Museum of Modern Art di New York (MoMa). È considerata una delle esibizioni simbolo degli anni sessanta, celebrante le esperienze dell'arte ottica, o op art, e dell'arte cinetica e programmata.
Gli ambienti dell'esposizione furono costruiti con l'intento di stupire lo spettatore, esaltando gli effetti di illusione ottica e straniamento delle opere esposte. L'esposizione comprese 123 lavori di artisti come Victor Vasarely e Josef Albers e di gruppi come l'italiano Gruppo N (Alberto Biasi, Ennio Chiggio, Toni Costa, Edoardo Landi, Manfredo Massironi) e lo spagnolo Equipo 57. Fra gli artisti italiani presenti si ricordano anche Getulio Alviani, Enrico Castellani, Piero Dorazio ed Enzo Mari. Si trattò di uno dei maggiori riconoscimenti dati a questo movimento artistico, che negli anni successivi perse visibilità parallelamente all'incedere della Pop Art e dell’Arte Povera.
L'esposizione fu un successo di pubblico (i visitatori furono oltre 180 000), ma la critica accantonò l'op art come nient'altro che trompe-l'œil o illusioni ottiche. Indipendentemente da ciò, la popolarità dell'op art presso il grande pubblico aumentò e l'op art entrò in numerosi contesti. Brian de Palma realizzò un documentario dallo stesso titolo, registrando con stile tagliente il giorno di inaugurazione della mostra.
Molte opere esposte, fra cui una "superficie a testura vibratile" di Alviani ed una "dinamica visuale" di Costa, vennero acquistate dal museo stesso entrando a far parte della collezione permanente.

## Artisti partecipanti all'esposizione
All'esposizione parteciparono 96 artisti:
- Yaacov Agam
- Josef Albers
- Getulio Alviani
- Richard Anuszkiewicz
- Edward Avedisian
- Walter Darby Bannard
- Hannes Beckmann
- Larry Bell
- Karl Stanley Benjamin
- Ernst Benkert
- Henryk Berlewi
- Alberto Biasi
- Max Bill
- Paul Brach
- Enrico Castellani
- Francis Celentano
- Ennio Chiggio
- Toni Costa
- Carlos Cruz-Diez
- Juan Cuenca
- Ben Cunningham (Benjamin Frazier Cunningham)
- Gene Davis
- Tony DeLap
- Hugo Demarco
- Piero Dorazio
- Thomas Downing
- Angel Duart
- José Duarte
- Wojciech Fangor
- Paul Feeley
- Lorser Feitelson
- Jerry Foyster
- Günter Fruhtrunk
- Sue Fuller
- Horacio Garcia-Rossi
- Gego (Gertrud Goldschmidt)
- Karl Gerstner
- John Goodyear
- Gerhard von Graevenitz
- Lily Greenham
- Frederick Hammersly
- Francis Ray Hewitt
- Agustin Ibarrola
- Robert Irwin
- Ellsworth Kelly
- Michael Kidner
- Bill Komodore
- Leroy Lamis
- Edoardo Landi
- Walter Leblanc
- Lynn Leland
- Julio Le Parc
- Mon Levinson
- Alexander Liberman
- Richard Lippold
- Morris Louis
- Wolfgang Ludwig
- Sheldon Machlin
- Heinz Mack
- Enzo Mari
- Agnes Martin
- Manfredo Massironi
- Almir Mavignier
- John McLaughlin
- Edwin Mieczkowski
- Guido Molinari
- François Morellet
- Reginald Neal
- Kenneth Noland
- Eric H. Olson
- Gerald Oster
- Henry Pearson
- Ivan Picelj
- Uli Pohl
- Larry Poons
- Ad Reinhardt
- Eusebio Sempere
- Juan Serrano
- Leon Polk Smith
- Francisco Sobrino
- Julian Stanczak
- Jeffrey Steele
- Joël Stein
- Frank Stella
- Robert Stevenson
- Peter Stroud
- Miroslav Sutej
- Tadasky (Tadasuke Kuwayama)
- Luis Tomasello
- Claude Tousignant
- Weng-Ying Tsai
- Günther Uecker
- Victor Vasarely
- Ludwig Wilding
- Yvaral (Jean Pierre Vasarely)
- Walter Zehringer